# S&T System Integration & Technology Distribution
Die S&T System Integration & Technology Distribution AG war ein Anbieter von IT-Beratung, -Lösungen und Services mit Hauptsitz in Wien, mit Fokus auf Mittel- und Osteuropa. Die S&T Gruppe war in 17 Ländern präsent.

## Geschichte
Der Start des Unternehmens erfolgte 1993 in der Slowakei und Bulgarien. In den darauffolgenden Jahren wurden weitere Niederlassungen in Rumänien und ehemaligem Jugoslawien gegründet. S&T war als Full Function Distributor für Hewlett-Packard in den ersten Jahren auf den Vertrieb von IT Hard- und Software spezialisiert und richtete sich ab dem Jahr 2000 auf IT-Beratung und -Dienstleistungen aus.
Der Börsengang der S&T erfolgte 1998 an der EASDAQ (jetzt NASDAQ Europe). In weiterer Folge wuchs das Unternehmen durch die Gründung von Niederlassungen bzw. durch den Zukauf von Unternehmen. 1999 etwa erweiterte S&T durch den Kauf von Hermes Plus ihre Präsenz auf Slowenien, Kroatien, Bosnien-Herzegowina und Mazedonien. Die Niederlassung in Slowenien wurde wenig später durch die Übernahme des eBusiness-Unternehmens ICOS verstärkt.
Ab 1999 beschäftigte sich S&T auch mit dem Vertrieb medizinischer Produkte und war für Philips in Bulgarien, Tschechien, Rumänien und der Slowakei exklusiver Vertriebspartner für medizinische Produkte.
Mit dem Erwerb von Largo Systems erhielt das Unternehmen im Jahr 2000 eine Niederlassung in Polen. 2001 kaufte S&T Aster in Slowenien, INNET in Ungarn und die Neos Computer in Tschechien sowie Netway Computer Systems in Rumänien. 2002 folgte die Erweiterung nach Montenegro. Die Unternehmen Epsilon in Kroatien sowie Atlantis in Slowenien wurden 2003 übernommen. Ebenso Niederlassungen von Fujitsu Services in sechs Ländern. Im selben Jahr wechselte S&T von der EASDAQ an die Wiener Börse.
2004 erfolgte in Slowenien der Kauf der ITS Intertrade Sistemi d.o.o. Insgesamt vier Übernahmen erfolgten im Jahr 2006. S&T übernahm die Unitis in Ungarn, die Grall-Gruppe in Tschechien sowie BEELC in Polen.
S&T war zuletzt in folgenden Ländern vertreten: Albanien, Bosnien-Herzegowina, Bulgarien, Kroatien, Mazedonien, Montenegro, Polen, Rumänien, Serbien, Slowakei, Slowenien, der Tschechischen Republik, Ungarn und Österreich und hatte Minderheitsbeteiligungen in der Ukraine, Russland, China und Moldawien.
Kerngeschäft von S&T waren Beratung, Entwicklung, Implementierung und Betrieb kundenspezifischer IT-Lösungen, -Prozesse und -Systeme. S&T betreute große und mittelständische Unternehmen entlang der gesamten IT-Wertschöpfungskette in den Bereichen Fertigung, Handel, Telekommunikation, öffentliche Verwaltung, Finanzdienstleistung sowie Energie- und Versorgungswirtschaft. Die S&T AG hatte ihren Sitz in Wien und war seit 2003 an der Wiener Börse gelistet.
S&T arbeitete mit Oracle, Microsoft, Nutanix, Hewlett-Packard, IBM, SAP, EMC, Cisco und Infor zusammen.
2010 geriet S&T in finanzielle Schwierigkeiten und musste im März des folgenden Jahres einen Insolvenzantrag stellen. Bei der Suche nach einem neuen Investor gelangte die Gesellschaft an die Quanmax AG sowie an die auf Insolvenzen spezialisierte Grosso Holding GmbH, die sich mit je rund 40 % beteiligten. Am 10. September 2012 wurde bekanntgegeben, dass die S&T System Integration & Technology Distribution AG und die Quanmax AG  fusionieren werden. Die Fusion wurde am 12. Dezember 2012 abgeschlossen. Dabei ist die S&T System Integration & Technology Distribution AG auf die Quanmax AG verschmolzen worden, die sich daraufhin in S&T AG umbenannte.